# 37-es busz (Salgótarján)
A salgótarjáni 37-es jelzésű autóbusz a Déli decentrum és a Fáy András körút közlekedett 1988 és 1997 között. Menetideje 30 perc volt, a vonalon szóló buszok közlekedtek.

## Története
A Déli decentrum 1988-ban került átadásra. A terv az volt, hogy az addig a belvárosban végállomásozó helyi járati autóbuszok végállomása átkerül a Déli decentrumba, ugyanis a 21-es főút újonnan épülő városközpontot tehermentesítő szakasza útban volt az addigi helyi járati autóbusz-állomásnak. Az új forduló 1988-ban elkészült, de kevés járat használta.
A 37-es napi pár (kb 6-7) indulással rendelkezett, útvonala megegyezett a 7A busz ma is ismert útvonalával.
1997-ben megszüntették az addigi belvárosi helyi autóbusz-állomást, az Északi fordulót, a helyi járati autóbuszok végállomása átkerült a Déli decentrumba. Ezzel a 37-est a 7A busz váltotta ki.[forrás?]

## Útvonala
| Déli decentrum felé: |
| --- |
| Déli decentrum – Rákóczi út – Füleki út – Móricz Zsigmond út – Kercseg út – Fáy András körút – Kercseg út – Móricz Zsigmond út – Füleki út – Rákóczi út – Déli decentrum |

## Megállóhelyei
A táblázatban a megállók régi nevei szerepelnek.
| 37 (Déli decentrum → Kórház → Fáy András körút → Kórház → Déli decentrum) |                                                                   |                                                                                        |                                                                                        |
| Sorszám (↓)                                                               | Megállóhely                                                       | Feltételezett átszállási kapcsolatok                                                   | Feltételezett átszállási kapcsolatok                                                   |
| Sorszám (↓)                                                               | Megállóhely                                                       | a járat bevezetésekor                                                                  | a járat megszűnésekor                                                                  |
| 0                                                                         | Déli decentrum ma: Helyi autóbusz-állomás végállomás              |                                                                                        |                                                                                        |
| 1                                                                         | Külső pályaudvar bejárati út                                      | 3A, 3D, 3E, 3Y, 4, 9, 9A, 9B, 9C, 10, 13, 13A, 14, 36, 70 Salgótarján-külső            | 3A, 3D, 3E, 3Y, 4, 9, 9A, 9B, 9C, 10, 13, 13A, 14, 36, 70, 93 Salgótarján-külső        |
| 2                                                                         | Tűzhelygyár alsó                                                  | 3A, 3D, 3E, 3Y, 4, 9, 9A, 9B, 9C, 10, 13, 13A, 14, 36, 63, 70                          | 3A, 3D, 3E, 3Y, 4, 9, 9A, 9B, 9C, 10, 13, 13A, 14, 36, 63, 70                          |
| 3                                                                         | Tűzhelygyár                                                       | 3A, 3D, 3E, 3Y, 4, 9, 9A, 9B, 9C, 10, 13, 13A, 14, 36, 70                              | 3A, 3D, 3E, 3Y, 4, 9, 9A, 9B, 9C, 10, 13, 13A, 14, 36, 70                              |
| 4                                                                         | Megyeháza a járat indulásakor: Megyei Tanács                      | 2, 2A, 2T, 3A, 3D, 3E, 3Y, 4, 9, 9A, 9B, 9C, 10, 13, 13A, 14, 36, 70                   | 2, 2A, 2T, 3A, 3D, 3E, 3Y, 4, 9, 9A, 9B, 9C, 10, 13, 13A, 14, 36, 70                   |
| 5                                                                         | Bem út                                                            | 2, 2A, 2T, 3A, 3D, 3E, 3Y, 4, 9, 9A, 9B, 9C, 10, 13A, 14, 36                           | 2, 2A, 2T, 3A, 3D, 3E, 3Y, 4, 9, 9A, 9B, 9C, 10, 13A, 14, 36                           |
| 6                                                                         | Főtér                                                             | 6, 6G, 7A, 11, 11A, 11B, 13, 13A, 14, 31, 36, 70                                       | 6, 7A, 11, 11A, 11B, 13, 13A, 14, 31, 36, 70                                           |
| 7                                                                         | Füleki út                                                         | 6, 7A, 11, 11A, 11B, 13, 13A, 14, 31, 36, 70                                           | 6, 7A, 11, 11A, 11B, 13, 13A, 14, 31, 36, 70                                           |
| 8                                                                         | Kórház                                                            | 6, 7A, 11, 11A, 11B, 36, 61, 70, 71                                                    | 6, 7A, 11, 11A, 11B, 36, 61, 70, 71                                                    |
| 9                                                                         | Rendelőintézet a járat indulásakor: SZTK                          | 6, 7A, 11, 11A, 11B, 36, 61, 70, 71                                                    | 6, 7A, 11, 11A, 11B, 36, 61, 70, 71                                                    |
| 10                                                                        | Losonci út 61. a járat indulásakor: Dimitrov út 61.               | 7, 7A, 70, 71                                                                          | 7, 7A, 70, 71                                                                          |
| 11                                                                        | Fáy András körút E/4. a járat indulásakor: Kemerovo körút E/4     | 7, 7A, 70, 71                                                                          | 7, 7A, 70, 71                                                                          |
| 12                                                                        | Kiskörúti elágazó a járat indulásakor: Kemerovo lakótelep, iskola | 7, 7A, 70, 71                                                                          | 7, 7A, 70, 71                                                                          |
| 13                                                                        | Fáy András körút C/1. a járat indulásakor: Kemerovo körút C/1.    | 7, 7A, 70, 71                                                                          | 7, 7A, 70, 71                                                                          |
| 14                                                                        | Kercseg út 35.                                                    | 7, 7A, 70, 71                                                                          | 7, 7A, 70, 71                                                                          |
| 15                                                                        | Rendelőintézet a járat indulásakor: SZTK                          | 6, 7A, 11, 11A, 11B, 36, 61, 70, 71                                                    | 6, 7A, 11, 11A, 11B, 36, 61, 70, 71                                                    |
| 16                                                                        | Kórház                                                            | 6, 7A, 11, 11A, 11B, 36, 61, 70, 71                                                    | 6, 7A, 11, 11A, 11B, 36, 61, 70, 71                                                    |
| 17                                                                        | Füleki út                                                         | 6, 7A, 11, 11A, 11B, 13, 13A, 14, 31, 36, 70                                           | 6, 7A, 11, 11A, 11B, 13, 13A, 14, 31, 36, 70                                           |
| 18                                                                        | Főtér                                                             | 6, 6G, 7A, 11, 11A, 11B, 13, 13A, 14, 31, 36, 63, 63Y, 63A, 70                         | 6, 7A, 11, 11A, 11B, 13, 13A, 14, 31, 36, 63, 63Y, 63A, 70                             |
| 19                                                                        | Megyeháza a járat indulásakor: Megyei Tanács                      | 2A, 3A, 3D, 3E, 3Y, 4, 9, 9A, 9B, 9C, 10, 13, 13A, 14, 36, 63, 63Y, 63A, 70            | 2A, 2T, 3A, 3D, 3E, 3Y, 4, 9, 9A, 9B, 9C, 10, 13, 13A, 14, 36, 63, 63Y, 63A, 70        |
| 20                                                                        | Tűzhelygyár                                                       | 3A, 3D, 3E, 3Y, 4, 9, 9A, 9B, 9C, 10, 13, 13A, 14, 36, 70                              | 3A, 3D, 3E, 3Y, 4, 9, 9A, 9B, 9C, 10, 13, 13A, 14, 36, 70                              |
| 21                                                                        | Tűzhelygyár alsó                                                  | 3A, 3D, 3E, 3Y, 4, 9, 9A, 9B, 9C, 10, 13, 13A, 14, 36, 70                              | 3A, 3D, 3E, 3Y, 4, 9, 9A, 9B, 9C, 10, 13, 13A, 14, 36, 70                              |
| 22                                                                        | Külső pályaudvar bejárati út                                      | 3, 3A, 3B, 3D, 3E, 3Y, 4, 4B, 9, 9A, 9B, 9C, 10, 13, 13A, 14, 36, 70 Salgótarján-külső | 3, 3A, 3B, 3D, 3E, 3Y, 4, 4B, 9, 9A, 9B, 9C, 10, 13, 13A, 14, 36, 70 Salgótarján-külső |
| 23                                                                        | Déli decentrum ma: Helyi autóbusz-állomás végállomás              | 3, 3B, 3D, 4B Salgótarján-külső                                                        | 3, 3B, 3D, 4B Salgótarján-külső                                                        |